# Michelle Kwan
Michelle Wingshan Kwan (Torrance, Kalifornia, 1980. július 7. –) amerikai műkorcsolyázó. Pályafutása során kilenc amerikai bajnokságot és öt világbajnokságot nyert, valamint két olimpiai érmet szerzett. Több mint egy évtizeden keresztül versenyzett. Nagyszerű előadásmódjáról ismert.

## Életútja
Danny és Estella Kwan kínai bevándorlók harmadik gyermeke. Ötévesen kezdett el érdeklődni a műkorcsolya iránt, amikor követte testvéreit, a jégkorongozó Ront és a szintén műkorcsolyázó Karent a jégre. Nyolcévesen kezdett el komolyabban edzeni. Karennel napi 3-4 órát töltöttek a jégen. 10 évesen került Kaliforniába, 13 évesen pedig magántanuló lett. Az 1998-ban letett érettségi után a Kaliforniai Egyetemen folytatta tanulmányait egy évig, ahonnan átjelentkezett a Denveri Egyetemre.
Pályafutása alatt öt világbajnokságot nyert (1996, 1998, 2000, 2001 és 2003). Ezzel az eredménnyel Carol Heisszel közösen vezeti a legtöbb világbajnokságot nyert amerikai korcsolyázók listáját. Nyert kilenc amerikai bajnokságot (1996 és 1998–2005). Kwan egymás után nyert nyolc amerikai bajnoki aranyérme, valamint a 12 egymás után nyert amerikai bajnoki érmeinek száma egyaránt rekord az Egyesült Államokban. Ő az egyetlen női műkorcsolyázó, aki háromszor is visszaszerezte a világbajnoki címet (1998, 2000, 2003). Az 1998-as téli olimpián ezüstérmet, a 2002-es olimpián pedig bronzérmet szerzett. Michelle-t kitüntették a James E. Sullivan Díjjal, melyet Amerika legjobb amatőr sportolójának ítélnek oda. Kwan 57-szer kapta meg a bíróktól a 6,0-es legmagasabb pontszámot. Ezzel ő tartja a rekordot az Egyesült Államokban. Mivel azóta a műkorcsolyában más pontozási rendszert alkalmaznak, ezt a rekordot már nem is lehet megdönteni.
2005–2007-ben sérülései hátráltatták a korcsolyázásban. Kwan 2007 októberében azt nyilatkozta, hogy 2009-ben dönti majd el, hogy részt vesz-e a 2010. évi téli olimpiai játékokon.

## Filmes szereplései
Önmagát alakította A Simpson család egyik epizódjában (Homer and Ned's Hail Mary Pass) és a Family Guy egyik részében (A Hero Sits Next Door). Vendégszerepelt az Arthur című gyerek csatornán sugárzott sorozatban, valamint a Sabrina, a tiniboszorkány című sorozatban is. A Mulan című rajzfilm második részében a hangját kölcsönözte egy boltosnak, és Brian Boitano műkorcsolyázóval együtt szerepeltek a Jéghercegnő című filmben.

## Eredményei
| Esemény         | 1993 -94 | 1994 -95 | 1995 -96 | 1996 -97 | 1997 -98 | 1998 –99 | 1999 –00 | 2000 –01 | 2001 –02 | 2002 –03 | 2003 –04 | 2004 –05 |
| --------------- | -------- | -------- | -------- | -------- | -------- | -------- | -------- | -------- | -------- | -------- | -------- | -------- |
| Téli olimpia    |          |          |          |          | 2.       |          |          |          | 3.       |          |          |          |
| Világb.         | 8.       | 4.       | 1.       | 2.       | 1.       | 2.       | 1.       | 1.       | 2.       | 1.       | 3.       | 4.       |
| Amerikai b.     | 2.       | 2.       | 1.       | 2.       | 1.       | 1.       | 1.       | 1.       | 1.       | 1.       | 1.       | 1.       |
| Grand Prix d.   |          |          |          |          |          |          | 2.       | 2.       | 2.       |          |          |          |
| Skate America   | 7.       | 2.       | 1.       | 1.       | 1.       |          | 1.       | 1.       | 1.       | 1.       |          |          |
| Skate Canada    |          |          | 1.       |          | 1.       |          | 1.       | 2.       | 3.       |          |          |          |
| Goodwill Games  | 2.       |          |          |          | 1.       |          |          |          | 2.       |          |          |          |
| Trophée Lalique |          | 3.       |          | 1.       |          |          |          |          |          |          |          |          |